# Orchestre international Saito Kinen
 (mai 2025).
Si vous disposez d'ouvrages ou d'articles de référence ou si vous connaissez des sites web de qualité traitant du thème abordé ici, merci de compléter l'article en donnant les références utiles à sa vérifiabilité et en les liant à la section « Notes et références ».
L'orchestre international Saito Kinen est un orchestre symphonique fondé en 1984 par le chef d'orchestre Seiji Ozawa (1935-2024), qui réunit chaque été des instrumentistes japonais jouant dans des orchestres occidentaux.

## Historique
L'orchestre est en hommage au premier maître d'Ozawa, Hideo Saito. « Kinen » signifie « commémoration » en japonais.
En 1992, Seiji Ozawa crée le Saito Kinen Festival Matsumoto, rebaptisé Seiji Ozawa Matsumoto Festival en 2015, durant lequel son orchestre se produit un mois durant à Matsumoto, au pied des montagnes.

## Direction musicale
- Seiji Ozawa (1984-2024)